# Anhaux
Anhaux (prononcé [anoks]; Anhauze en basque) est une commune française, située dans le département des Pyrénées-Atlantiques en région Nouvelle-Aquitaine.

## Géographie

### Localisation
La commune d'Anhaux se trouve dans le département des Pyrénées-Atlantiques, en région Nouvelle-Aquitaine.
Elle se situe à 122 km par la route de Pau, préfecture du département, à 53 km de Bayonne, sous-préfecture, et à 46 km de Mauléon-Licharre, bureau centralisateur du canton de Montagne Basque dont dépend la commune depuis 2015 pour les élections départementales.
La commune fait en outre partie du bassin de vie de Saint-Jean-Pied-de-Port.
Les communes les plus proches sont : 
Irouléguy (1,2 km), Lasse (2,9 km), Ascarat (2,9 km), Uhart-Cize (3,8 km), Saint-Jean-Pied-de-Port (4,5 km), Saint-Étienne-de-Baïgorry (4,5 km), Ispoure (4,6 km), Caro (6,4 km).
Sur le plan historique et culturel, Anhaux fait partie de la province de la Basse-Navarre, un des sept territoires composant le Pays basque,. La Basse-Navarre en est la province la plus variée en ce qui concerne son patrimoine, mais aussi la plus complexe du fait de son morcellement géographique. Depuis 1999, l'Académie de la langue basque ou Euskalzaindia divise la Basse-Navarre en six zones,. La commune est dans le pays de Baïgorry-Ossès (Baigorri-Ortzaize), au sud-ouest de ce territoire.

### Communes limitrophes
Les communes limitrophes sont Ascarat, Banca, Irouléguy, Lasse et Saint-Étienne-de-Baïgorry.
|                           | Irouléguy | Ascarat |
| Saint-Étienne-de-Baïgorry | Anhaux    |         |
| Banca                     |           | Lasse   |

### Paysages et relief
L'Adartza, 1 250 mètres, est un mont situé entre Saint-Étienne-de-Baïgorry, Lasse et Anhaux. L'Artzaïnharria culmine à 971 mètres et le pic d'Arrolakoharria, entre Banca, Saint-Étienne-de-Baïgorry et Anhaux, à 1 060 mètres.
Le Munhoa (ou Monhoa), 1 021 mètres, est un mont situé entre Saint-Étienne-de-Baïgorry et Saint-Jean-Pied-de-Port. On y accède à partir d'Anhaux, Lasse ou Saint-Étienne-de-Baïgorry par le GR10.

### Hydrographie

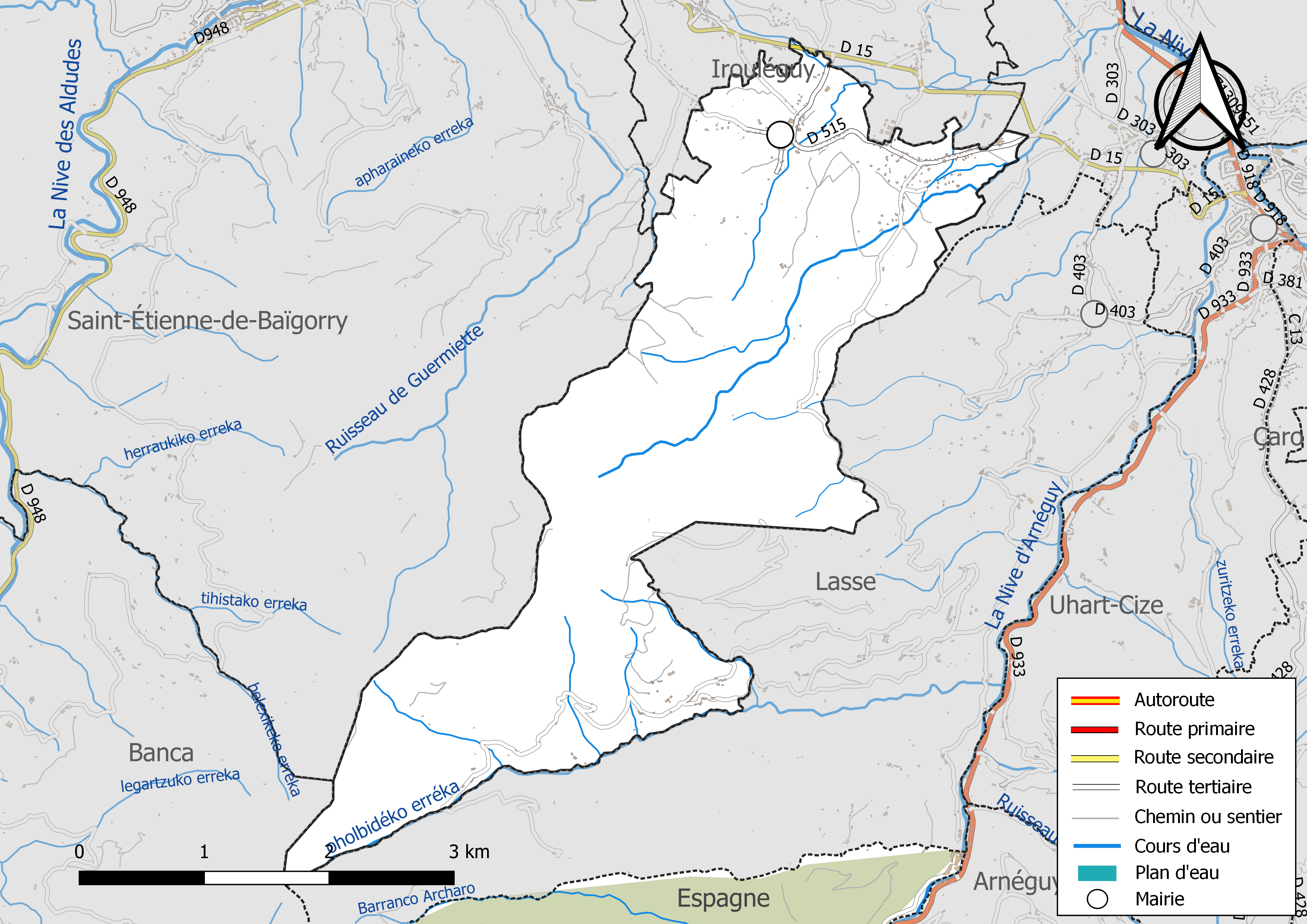
Réseaux hydrographique et routier d'Anhaux.

La commune est drainée par oholbidéko erreka et par divers petits cours d'eau, constituant un réseau hydrographique de 16,18 km de longueur totale,.

### Climat
Pour des articles plus généraux, voir Climat de la Nouvelle-Aquitaine et Climat des Pyrénées-Atlantiques.
Historiquement, la commune est exposée à un micro climat océanique basque.  
En 2020, Météo-France publie une typologie des climats de la France métropolitaine dans laquelle la commune est exposée à un climat de montagne et est dans la région climatique Pyrénées atlantiques, caractérisée par une pluviométrie élevée (>1 200 mm/an) en toutes saisons, des hivers très doux (7,5 °C en plaine) et des vents faibles.
Pour la période 1971-2000, la température annuelle moyenne est de 13,1 °C, avec une amplitude thermique annuelle de 12,5 °C. Le cumul annuel moyen de précipitations est de 1 666 mm, avec 13,5 jours de précipitations en janvier et 9,4 jours en juillet. Pour la période 1991-2020, la température moyenne annuelle observée sur la station météorologique la plus proche, située sur la commune de Banca à 8 km à vol d'oiseau, est de 13,7 °C et le cumul annuel moyen de précipitations est de 1 794,1 mm,. Pour l'avenir, les paramètres climatiques de la commune estimés pour 2050 selon différents scénarios d’émission de gaz à effet de serre sont consultables sur un site dédié publié par Météo-France en novembre 2022.

### Milieux naturels et biodiversité

#### Réseau Natura 2000
Le réseau Natura 2000 est un réseau écologique européen de sites naturels d'intérêt écologique élaboré à partir des Directives « Habitats » et « Oiseaux », constitué de zones spéciales de conservation (ZSC) et de zones de protection spéciale (ZPS).
Deux sites Natura 2000 ont été définis sur la commune au titre de la « directive Habitats », : 
- les « montagnes des Aldudes », d'une superficie de 18 474 ha, ayant une vocation essentiellement pastorale, et dans une moindre mesure forestière, ce qui a engendré une mosaïque complexe de milieux, qui accueillent une grande diversité d’espèces de flore et de faune[22] ;
- « la Nive », d'une superficie de 9 473 ha, un des rares bassins versants à accueillir l'ensemble des espèces de poissons migrateurs du territoire français, excepté l'Esturgeon européen[23].

#### Chasse dans la vallée des Aldudes
La chasse aux pigeons ramiers migrateurs, appelée chasse à la palombe, rassemble dans la vallée des Aldudes un nombre important de chasseurs dans les palombières installées ou remises en état, lors des grandes migrations au début de l’automne.

## Urbanisme

### Typologie
Au 1er janvier 2024, Anhaux est catégorisée commune rurale à habitat dispersé, selon la nouvelle grille communale de densité à sept niveaux définie par l'Insee en 2022.
Elle est située hors unité urbaine. Par ailleurs la commune fait partie de l'aire d'attraction de Saint-Jean-Pied-de-Port, dont elle est une commune de la couronne,. Cette aire, qui regroupe 22 communes, est catégorisée dans les aires de moins de 50 000 habitants,.

### Occupation des sols

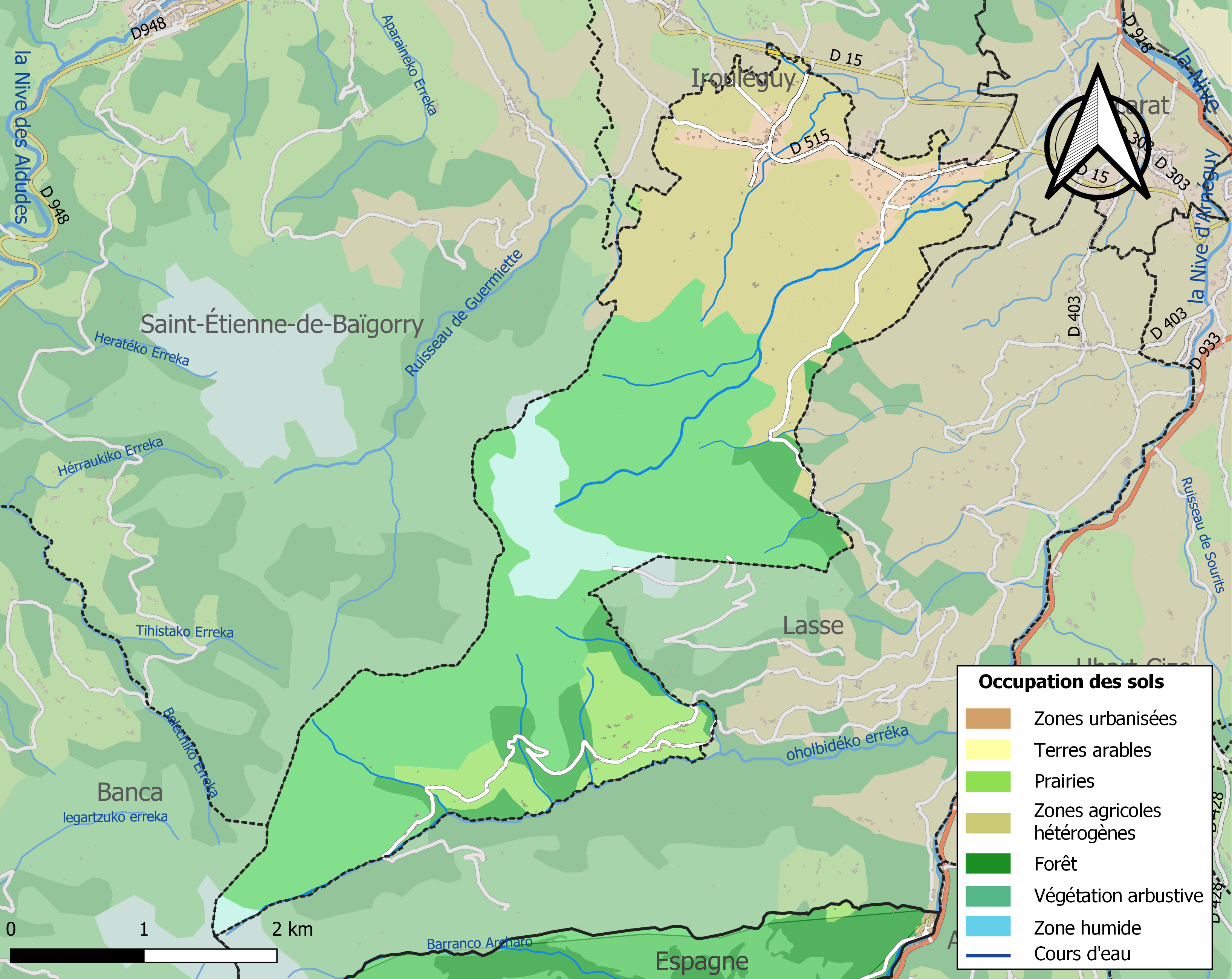
Carte des infrastructures et de l'occupation des sols de la commune en 2018 (CLC).

L'occupation des sols de la commune, telle qu'elle ressort de la base de données européenne d’occupation biophysique des sols Corine Land Cover (CLC), est marquée par l'importance des forêts et milieux semi-naturels (58,4 % en 2018), en diminution par rapport à 1990 (60,9 %). La répartition détaillée en 2018 est la suivante : 
milieux à végétation arbustive et/ou herbacée (44,8 %), zones agricoles hétérogènes (29,2 %), prairies (7,3 %), forêts (7,3 %), espaces ouverts, sans ou avec peu de végétation (6,3 %), zones urbanisées (5,1 %). L'évolution de l’occupation des sols de la commune et de ses infrastructures peut être observée sur les différentes représentations cartographiques du territoire : la carte de Cassini (XVIIIe siècle), la carte d'état-major (1820-1866) et les cartes ou photos aériennes de l'IGN pour la période actuelle (1950 à aujourd'hui).

### Lieux-dits et hameaux

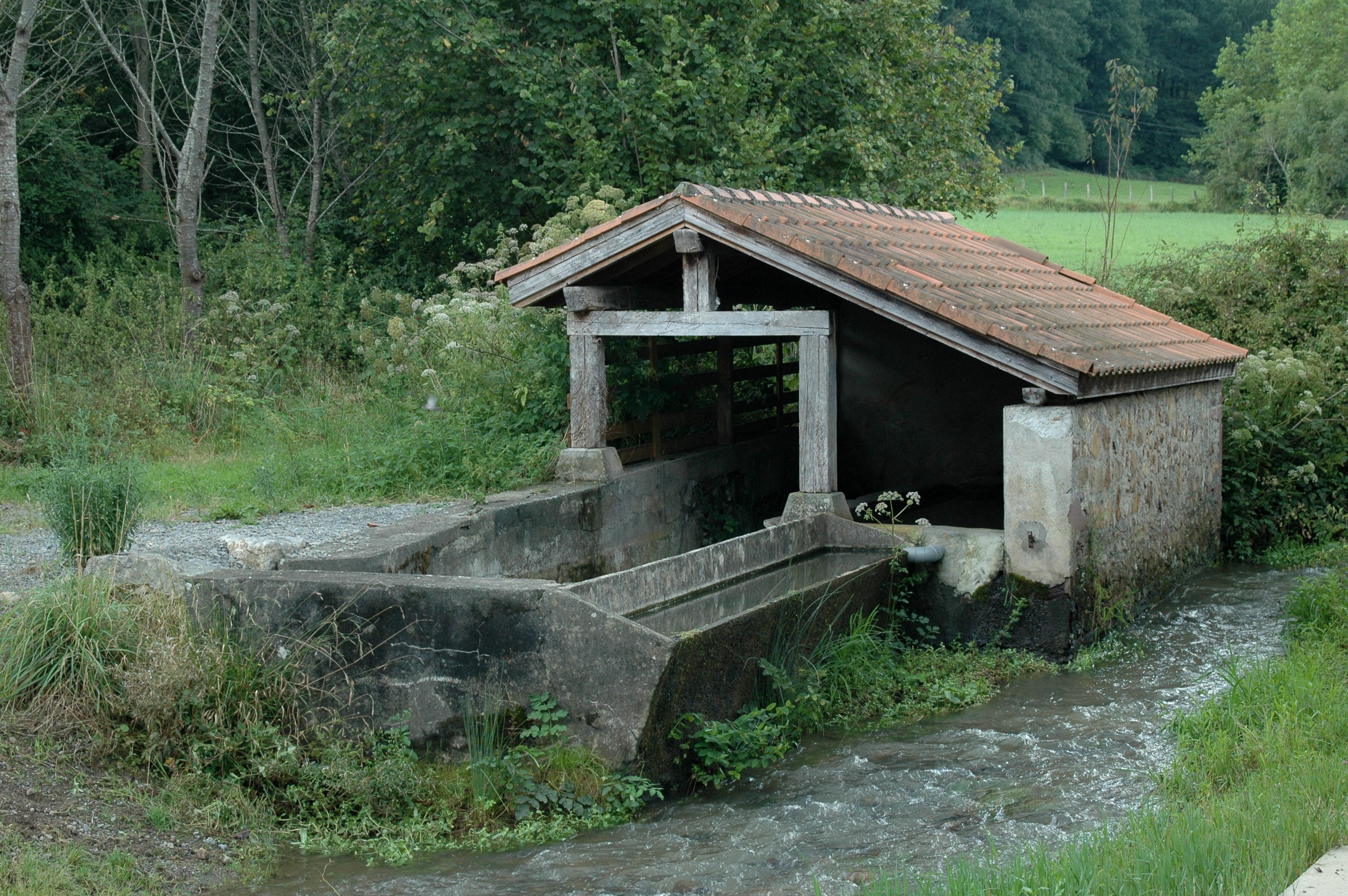
Lavoir.

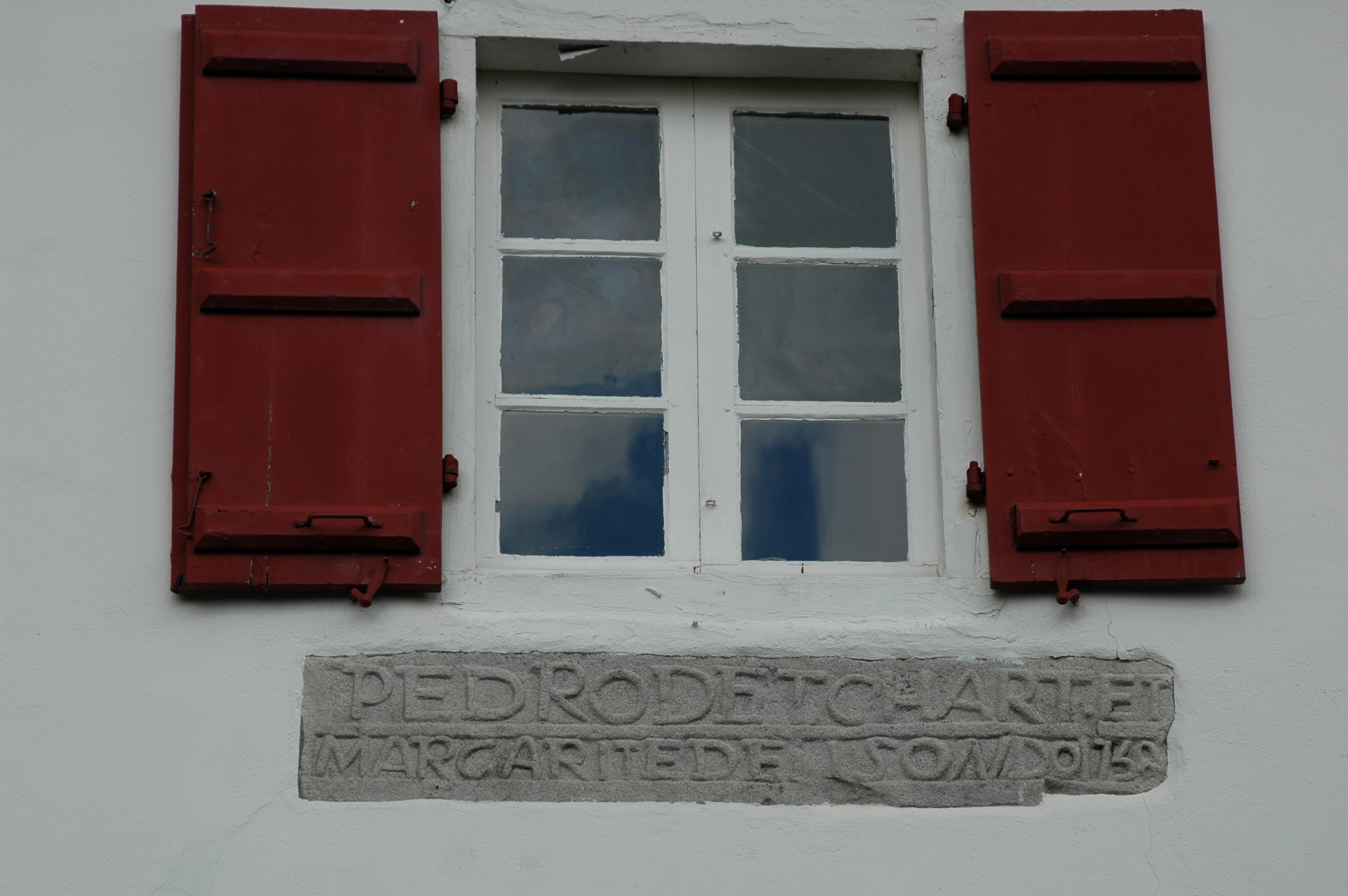
Carte de visite sur un linteau.

Le cadastre napoléonien divisa, en 1840 la commune en 16 quartiers :
quartiers de la section A dite du village
- du village
- de l'église
- Berterretcheco bordaldia
- Chubitoa[11],[29]
- Espillacoborda
- Lececo borda
- Mendione
- Ourdoy

quartiers de la section B dite d’Honçaron
- Elhorichury
- Haspalaunecoborda
- Laco
- Listour erreca
- Mounocabal
- Mounhoa
- Olheguy
- Tambourinanea

Héguy est un ancien quartier, prolongeant celui de Choubitoa.
Aujourd'hui, les lieux-dits suivants sont répertoriés :
- Alcateneko Borda[11]
- Amigna[11]
- Aparrainéko Ithurria[11]
- Apezteguikoborda[11]
- Azaldeyko Borda[11]
- Béharria[11]
- Berteretchéko Borda[11]
- Bidartéa[11]
- Bidartéko Borda[11]
- Biraburuko Borda[11]
- Bordachuria[11]
- Chochuaénéa[11]
- Chochuainea[11]
- Chokoa[11]
- Chuberaénéa[11]
- Chubitoa[11],[29]
- Curutchaldéa[11]
- Erratchuénéa[11]
- Erdoyko Borda[11]
- Erguinéko Borda[11]
- Etcherriko Borda[11]
- Etchéverriko Borda[11]
- Eyhérartéko Borda[11]
- Eyherartia[30]
- Haspelanéko Borda[11]
- Hiriartéa[11]
- Idioïnéko Borda[11]
- Lacoa[11]
- Laxagua[31]
- Lazkoborda[11]
- Maldacharréko Borda[11]
- Minhondoko Borda[11]
- Nignigna[11]
- Peilloénéa[11]
- Col d'Urdanzia[11]
- Urchiloko Borda[11]
- Urdiako Lépoa[11]

### Voies de communication et transports
Anhaux est desservie par les routes départementales D 15 et D 515.

### Risques majeurs
Le territoire de la commune d'Anhaux est vulnérable à différents aléas naturels : météorologiques (tempête, orage, neige, grand froid, canicule ou sécheresse), inondations, feux de forêts et séisme (sismicité moyenne). Un site publié par le BRGM permet d'évaluer simplement et rapidement les risques d'un bien localisé soit par son adresse soit par le numéro de sa parcelle.
Certaines parties du territoire communal sont susceptibles d’être affectées par le risque d’inondation par une crue torrentielle ou à montée rapide de cours d'eau. La commune a été reconnue en état de catastrophe naturelle au titre des dommages causés par les inondations et coulées de boue survenues en 1982, 1983, 2009 et 2014,.
Anhaux est une des communes françaises les plus exposées au risque de feu de forêt : entre 2008 et 2024, 8.2% de son territoire a brûlé chaque année en moyenne. En 2020, le premier plan de protection des forêts contre les incendies (PDPFCI) a été adopté pour la période 2020-2030. La réglementation des usages du feu à l’air libre et les obligations légales de débroussaillement dans le département des Pyrénées-Atlantiques font l'objet d'une consultation de public ouverte du 16 septembre au 7 octobre 2022,.

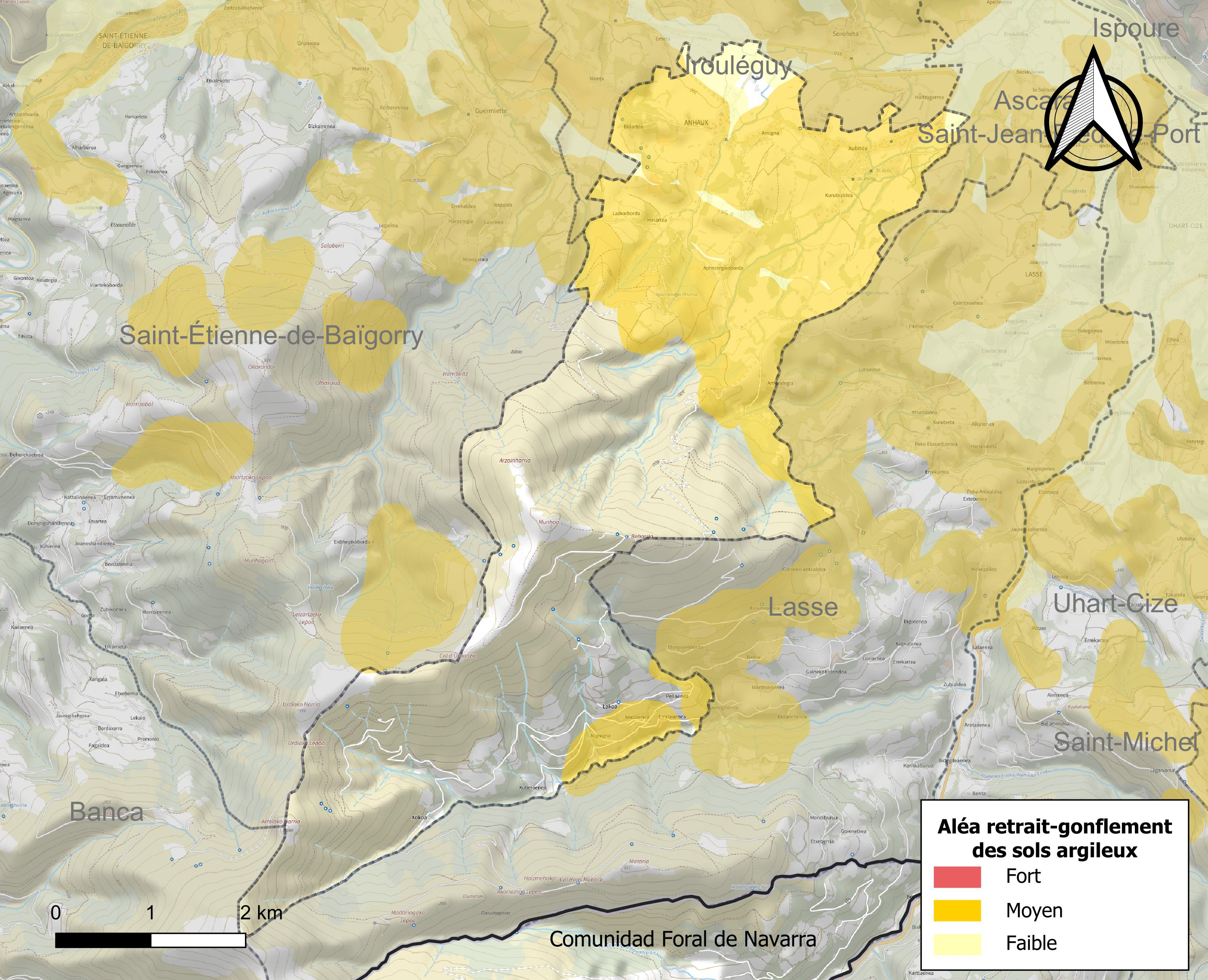
Carte des zones d'aléa retrait-gonflement des sols argileux d'Anhaux.

Le retrait-gonflement des sols argileux est susceptible d'engendrer des dommages importants aux bâtiments en cas d’alternance de périodes de sécheresse et de pluie. 40,1 % de la superficie communale est en aléa moyen ou fort (59 % au niveau départemental et 48,5 % au niveau national). Depuis le 1er octobre 2020, en application de la loi ELAN, différentes contraintes s'imposent aux vendeurs, maîtres d'ouvrages ou constructeurs de biens situés dans une zone classée en aléa moyen ou fort,.
Concernant les mouvements de terrains, la commune a été reconnue en état de catastrophe naturelle au titre des dommages causés par des mouvements de terrain en 2021.

## Toponymie

### Attestations anciennes
Le toponyme Anhaux apparaît sous les formes 
Onodz (1068,-1072), 
Nodz (1105,), 
Naoz (1264,), 
Hanauz (1350,), 
Anhautz (1366, et 1413), 
Anus (1378), 
Anaux (1513, titres de Pampelune), 
Hanaux (1621, Martin Biscay) et 
Anhausse (1686, collations du diocèse de Bayonne).

### Étymologie
Brigitte Jobbé-Duval propose l’origine basque ona-oz, qui signifie lieu de la colline.

### Autres toponymes
Chubitoa est un hameau d’Ascarat et d’Anhaux, mentionné en 1863 par le dictionnaire topographique Béarn-Pays basque.
Jauréguy était un fief vassal du royaume de Navarre, cité dans le dictionnaire de 1863.

### Graphie basque
Son nom basque actuel est Anhauze.

## Histoire

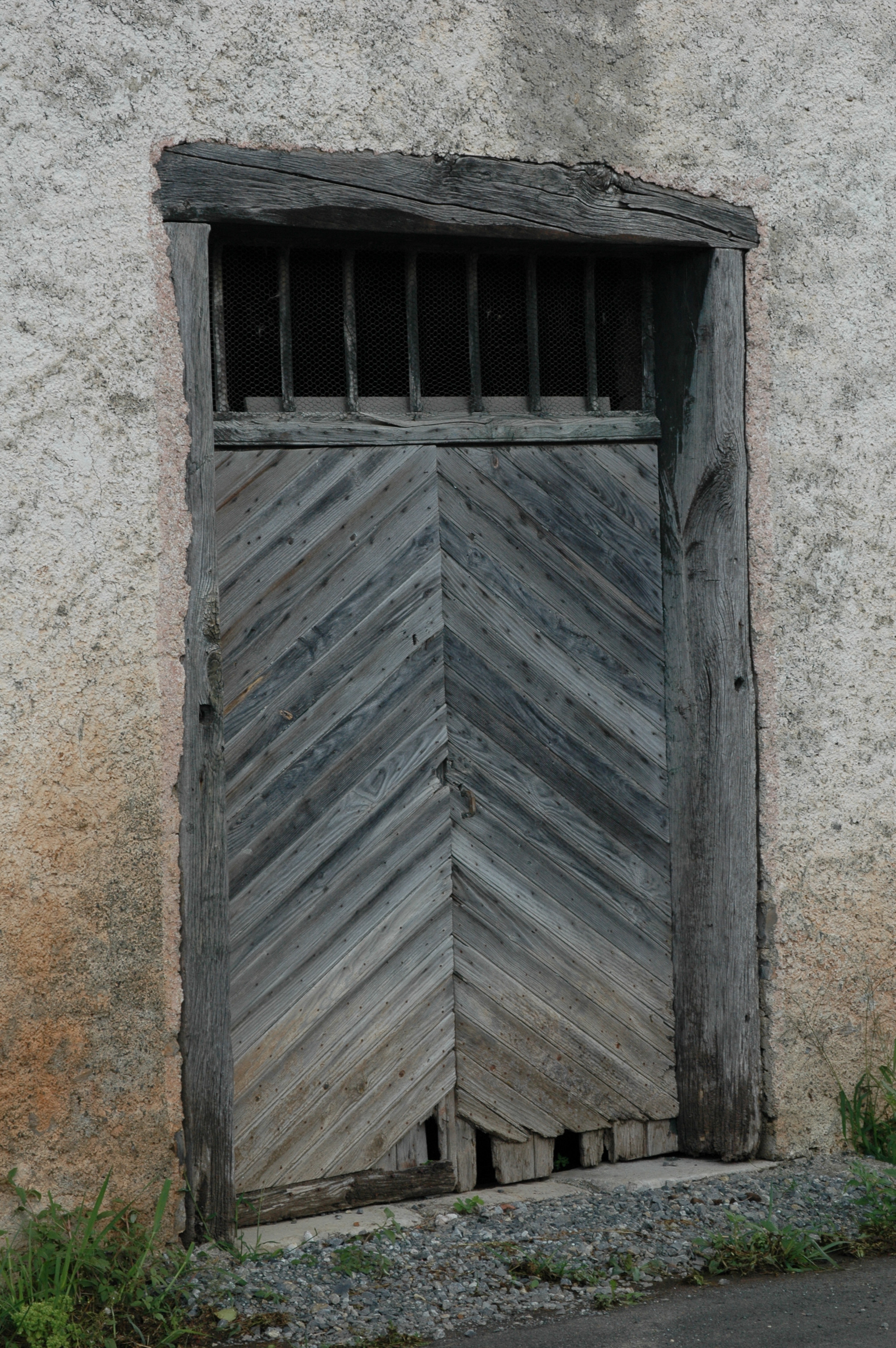
Anhaux. Porte d'une maison ancienne.

Le village d’Anhaux est l’un des onze hameaux ou villages primitifs qui constituaient la vallée de Baïgorry. Au Moyen Âge, ces onze hameaux étaient : Ascarat, Sorhoeta, Moussourits, Lasse, Irouleguy, Urdos, Leispars, Occos, Oticoren, Guermiette, Anhauz, tous au nord de la vallée. Le sud, quant à lui, ne sera peuplé que bien plus tard. Malgré une consonance basque, le nom de ce village semble échapper à toute analyse.
Le document le plus ancien, connu, sur lequel apparaît le nom d’Anhaux est aujourd’hui le cartulaire de l’abbaye Saint-Jean de Sorde, dans lequel il apparaît vers le Xe siècle.
L’abbé Haristoy dans son livre Recherches sur le Pays basque nous livre que, consigné sur ce cartulaire :
- « 1068-1072 Oz guilhem de Onotz et sa femme reçurent de Saint-Jean une terre sise à Anhaux à la condition qu’eux et leurs successeurs fourniraient des cautions et sept pains, un porc, un setier de vin et deux mesures de provisions » ;
- « 1072-1100 Fort Garcies de Onoz avec sa femme Farguil et ses fils s’engageaient à donner à perpétuité, à Saint-Jean (de Sordes) six pains, deux mesures de cidre et deux civades ».

L’abbaye bénédictine en question fut implantée vers le IXe siècle, au nord-est de la Navarre. C’était, en quelque sorte et comme tous les monastères à l’époque, un vaste domaine agricole qui avait ses possessions le long des gaves, en pays d’Orthe et en basse Navarre, et, à la vue des deux références citées, dans la paroisse d’Anhaux.
C’est vers 1023, que Sanche le Grand roi de Navarre créa le fief de la vicomté de Baïgorry au profit de Garcias Lope qui lui était apparenté. La création du hameau proprement dit, sur les terres des vicomtes, remonterait donc à cette période. C’est ainsi que dès le XIe siècle le statut des maisons d’Anhaux fut défini comme l’écrit Jean-Baptiste Orpustan. Il donne pour Anhaux, la liste des maisons existantes au Moyen Âge. Ce document a été réalisé à partir d’archives des années 1350, 1366 et 1412.
On constate que sur les vingt-huit maisons recensées, quatre étaient nobles (la maison seule était noble et à ce titre les propriétaires étaient tenus pour tels), les autres étaient fivatiéres c’est-à-dire qu’elles payaient une redevance, en récoltes, travaux ou argent et étaient érigées sur les terres du ‘seigneur’ de la maison principale.
Les vicomtes de Baigorry puis d’Echaux qui se succédèrent jouirent des dîmes de ce village, et ce jusqu’à leurs liquidations vers 1792.
Les armoiries d’Anhaux, d'azur à un pal d'argent accosté de deux coquilles du même, sont celles de la famille d’Apesteguy. Elles ne furent adoptées par le conseil municipal que le 30 juillet 1993. Pierre Haristoy écrit que les d’Apesteguy étaient seigneurs de Jauréguia d’Anhaux et nommaient à la cure du lieu, que dans les actes notariés d’avant 1670 plusieurs d’Apesteguy figurent comme nobles. Vers 1720 Jean-Pierre d’Apesteguy fut reçu aux États de Navarre. La maison Apesteguia fut, paraît-il au XVIIIe siècle, abbaye laïque de ce lieu. Ses membres jouèrent un rôle important dans la vallée jusqu’à la fin du XIXe siècle.
Réalisée au XVIIIe siècle la carte des géographes Cassini nous fait découvrir une paroisse ainsi constituée :
- le bourg d’Anhaux avec une église paroissiale ;
- le hameau de Choubitoua actuel quartier du même nom ;
- le hameau de Bassabouria actuel quartier d’Olheguy ;
- le hameau d'Ounsaharte actuel quartier de Lacoa ;
- le hameau d'Ançonne actuel quartier de Tambourin et d’une partie du quartier Mounhoa, sur le flanc du pic Arrola.

## Politique et administration
| Période                                  | Période  | Identité              | Étiquette | Qualité |
| ---------------------------------------- | -------- | --------------------- | --------- | ------- |
| 1792                                     |          | Guillaume d'Uhalde    |           |         |
| 1800                                     | 1832     | Arnaud d'Apesteguy    |           |         |
| 1832                                     | 1840     | Guillaume Arreguy     |           |         |
| 1840                                     | 1848     | Jean Jaureguiberry    |           |         |
| 1848                                     | 1872     | Jean d'Apesteguy      |           |         |
| 1874                                     | 1881     | Jean d'Apesteguy      |           |         |
| 1881                                     | 1883     | Antoine Arreguy       |           |         |
| 1883                                     | 1883     | Gratian Arrambide     |           |         |
| 1883                                     | 1904     | Pierre Narbaitz       |           |         |
| 1904                                     | 1922     | Michel Jaureguy       |           |         |
| 1922                                     | 1934     | Gratian Iribarne      |           |         |
| 1934                                     | 1945     | Jean Laxague          |           |         |
| 1945                                     | 1947     | Arnaud Irouleguy      |           |         |
| 1947                                     | 1947     | Michel Etchepare      |           |         |
| 1947                                     | 1959     | Bernard Piarresteguy  |           |         |
| 1959                                     | 1977     | Jean-Pierre Iribarne  |           |         |
| 1977                                     | 1996     | Bernard Etcheperestou |           |         |
| 1996                                     | 2014     | Jacques Etchandy      | DVD       |         |
| 2014                                     | En cours | André Changala        |           |         |
| Les données manquantes sont à compléter. |          |                       |           |         |

### Intercommunalité
La commune d'Anhaux appartient à la communauté d'agglomération du Pays Basque. Elle est membre du syndicat d'énergie des Pyrénées-Atlantiques, de l'Agence publique de gestion locale, du SIVOS de Garazi et du syndicat intercommunal pour l'aménagement et la gestion de l'abattoir de Saint-Jean-Pied-de-Port.

## Démographie
Le gentilé est Anhauztar,.
L'enquête de 1786 recense à Anhaux 80 maisons et 362 personnes.
L'évolution du nombre d'habitants est connue à travers les recensements de la population effectués dans la commune depuis 1793. Pour les communes de moins de 10 000 habitants, une enquête de recensement portant sur toute la population est réalisée tous les cinq ans, les populations de référence des années intermédiaires étant quant à elles estimées par interpolation ou extrapolation. Pour la commune, le premier recensement exhaustif entrant dans le cadre du nouveau dispositif a été réalisé en 2008.

En 2022, la commune comptait 383 habitants, en évolution de −2,54 % par rapport à 2016 (Pyrénées-Atlantiques : +3,78 %, France hors Mayotte : +2,11 %).
| 1793 | 1800 | 1806 | 1821 | 1831 | 1836 | 1841 | 1846 | 1851 |
| ---- | ---- | ---- | ---- | ---- | ---- | ---- | ---- | ---- |
| 604  | 590  | 336  | 533  | 607  | 697  | 710  | 705  | 622  |

| 1856 | 1861 | 1866 | 1872 | 1876 | 1881 | 1886 | 1891 | 1896 |
| ---- | ---- | ---- | ---- | ---- | ---- | ---- | ---- | ---- |
| 642  | 630  | 607  | 572  | 570  | 588  | 518  | 496  | 453  |

| 1901 | 1906 | 1911 | 1921 | 1926 | 1931 | 1936 | 1946 | 1954 |
| ---- | ---- | ---- | ---- | ---- | ---- | ---- | ---- | ---- |
| 419  | 430  | 387  | 371  | 365  | 341  | 321  | 318  | 293  |

| 1962 | 1968 | 1975 | 1982 | 1990 | 1999 | 2006 | 2008 | 2013 |
| ---- | ---- | ---- | ---- | ---- | ---- | ---- | ---- | ---- |
| 272  | 285  | 275  | 274  | 310  | 247  | 280  | 290  | 370  |

| 2018 | 2022 | - | - | - | - | - | - | - |
| ---- | ---- | - | - | - | - | - | - | - |
| 380  | 383  | - | - | - | - | - | - | - |

## Économie
La commune fait partie de la zone de production du vignoble d'Irouléguy et de celle d'appellation de l'ossau-iraty.
L'activité est principalement agricole.

## Culture locale et patrimoine

### Langues
D'après la Carte des Sept Provinces Basques éditée en 1863 par le prince Louis-Lucien Bonaparte, le dialecte basque parlé à Anhaux est le bas-navarrais occidental.

### Lieux et monuments

#### Patrimoine civil
Les maisons Jauregia (XIVe et XVIIe siècles), Laxaga (XVe et XVIIe siècles) et la ferme Eiherartia (1730) sont inscrites à l'Inventaire général du patrimoine culturel.

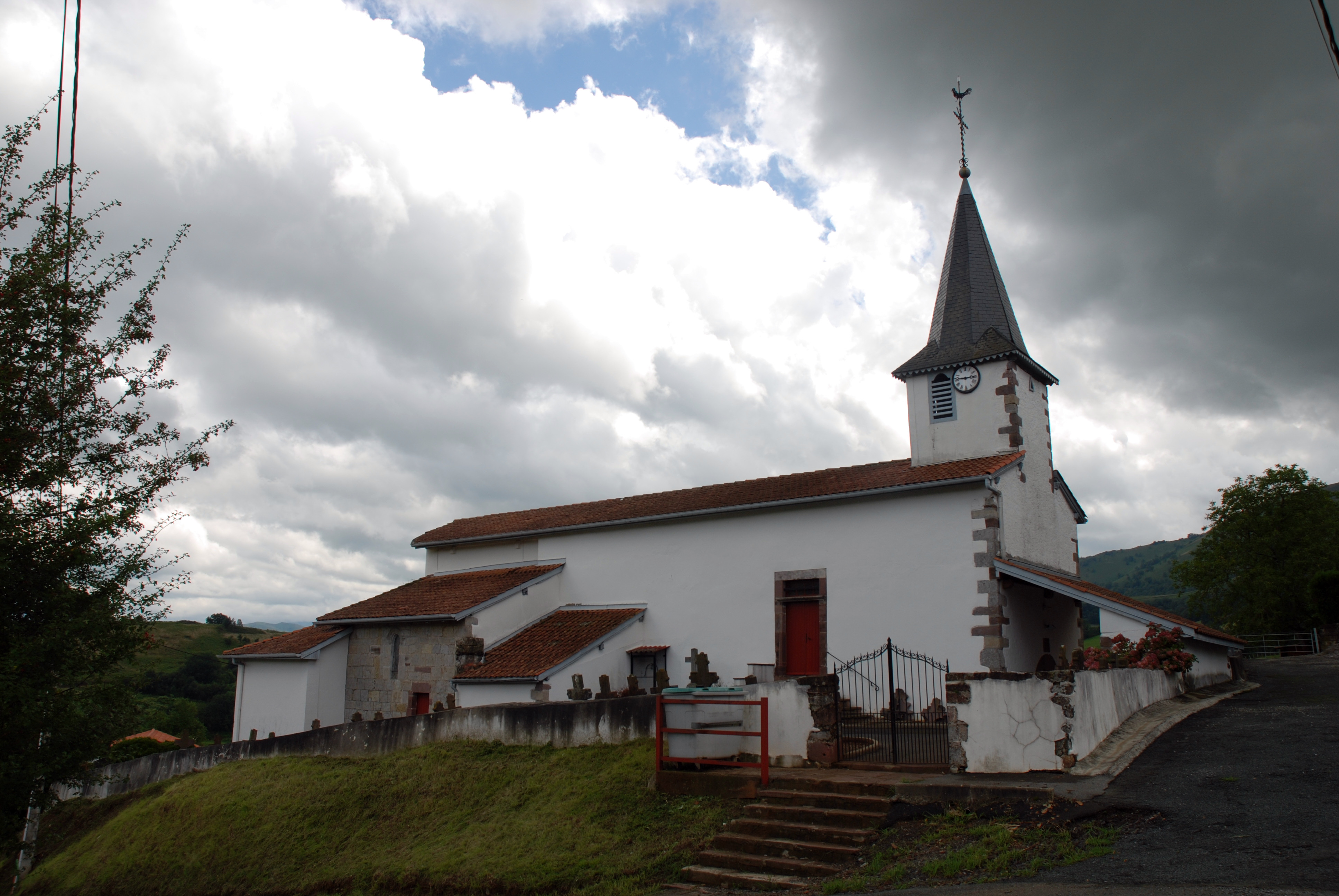
Église Saint-Jean-Baptiste

|  |  |

#### Patrimoine religieux
L'église Saint-Jean-Baptiste, d'origine médiévale, a été presque entièrement rebâtie en 1838. Elle est inscrite à l'Inventaire général du patrimoine culturel. L'église est dédiée à saint Jean le Baptiste.
Son cimetière recèle des stèles discoïdales.
|  |  |

### Personnalités liées à la commune
Jean Iraçabal, né en 1851 à Anhaux et mort en 1929 (inhumé à Saint-Étienne-de-Baïgorry), est un militaire français.

### Héraldique
| Blason | Blasonnement : D'azur à un pal d'argent accosté de deux coquilles du même. |

## Pour approfondir